# Серго-Ивановское
Серго-Ивановское — село в Смоленской области России, в Гагаринском районе. Расположено в северо-восточной части области в 18 км к юго-западу от Гагарина, в 7 км к северу от автомагистрали М1 «Беларусь». Железнодорожная станция Серго-Ивановская на линии Москва—Минск. Население — более 700 жителей (2021). Административный центр Серго-Ивановского сельского поселения.

## История
Свое название село получило от железнодорожной станции, которая согласно архивной справке уже была в 1870 году, и относилась она к Сычевскому уезду. Названа по имени известного смоленского общественного деятеля XIX в. Сергея Сергеевича Иванова, который близ села Тёсово (также находившегося в Баскаковской волости Сычёвского уезда) проводил опыты выращивания кормовых культур (более 50).
История Серго-Ивановского началась в 1870 году. Своим основанием село обязано открывшейся в тот самый год Московско-Смоленской железной дороге. Серго-Ивановское появилось как маленькая станция между Вязьмой и Кубинкой. Станция была одним из пунктов сбыта лесных материалов: по данным начала 20-го века, их отсюда ежегодно отправлялось до 10 тысяч пудов. Население Серго-Ивановского составляли в основном рабочие, обслуживавшие железную дорогу. В окрестных деревнях занимались сельским хозяйством. Немалая часть земли принадлежала помещику С. И. Повалишину, имение которого располагалось в Васильевском.
В апреле 1907 года, под видом празднования Пасхи, на станции состоялись политические митинги. На митингах присутствовало около пятисот человек, в том числе из соседних Вяземского и Гжатского уездов. Агитаторами являлись уроженцы этих мест, трудившиеся на заводах и фабриках в Москве, а также местные жители, из числа которых выделялся крестьянин деревни Арменево Кузьма Парфенов. В донесении ротмистра Клепфера начальнику смоленского отделения Московско-Рижского жандармского управления сообщалось, что для прекращения беспорядков на станции требуются полицейские отряды, а и. о. уездного исправника Баранцев в своем рапорте просил смоленского губернатора Николая Иосифовича Суковкина командировать стражников для охраны почтовой конторы. В результате бунта были задержаны и переписаны четверо главных участников демонстрации, а у Кузьмы Парфенова был проведен обыск и найдено 39 брошюр противоправительственного содержания. Пока решался вопрос о его высылке «как вредного агитатора» в отдаленные губернии Российской империи, Парфенову удалось бежать в Саратов. 1 ноября 1917 года в Серго-Ивановском была установлена советская власть. В феврале 1918 года началось образование первых сельских советов, создание коммунистических ячеек, пв бедноты в партию большевиков. А в 1919 году политика советской власти привела к голоду и дефициту: не хватало хлеба, соли, топлива и спичек.

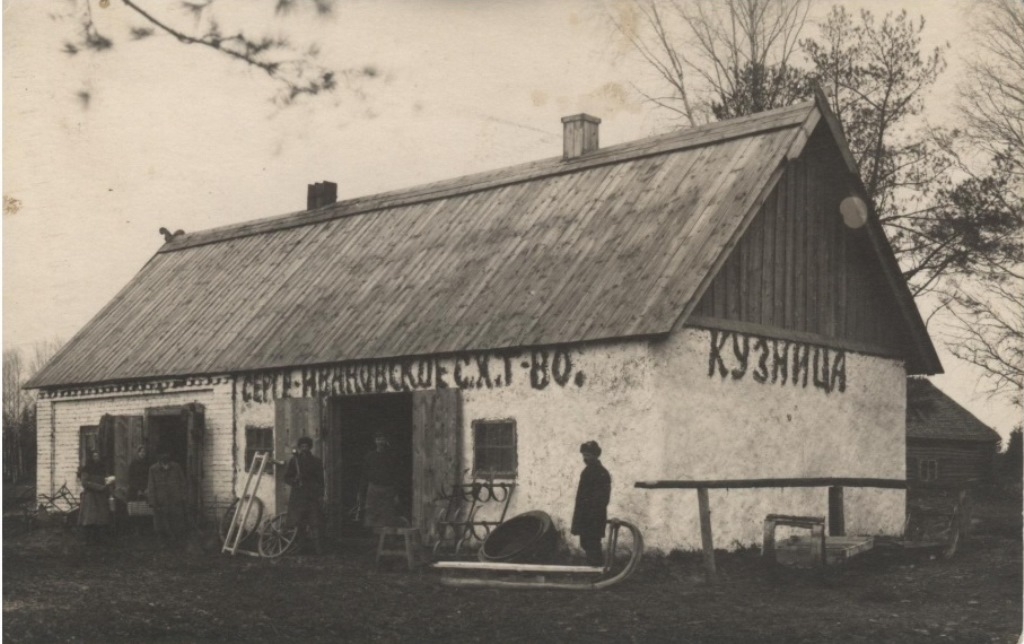
Серго-Ивановское сельское товарищество. Кузница. 1926г

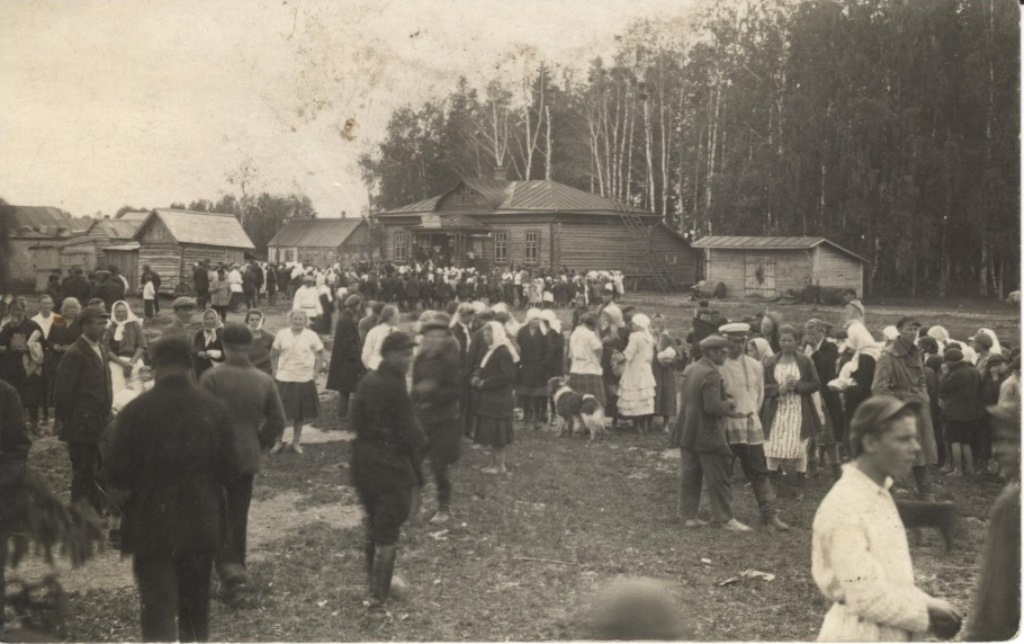
Сельскохозяйственная выставка в п. Серго-Ивановское.1922г

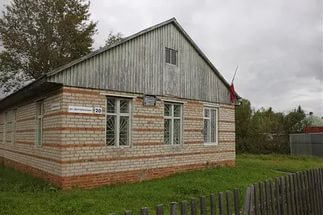
Администрация

## Военные годы
Осенью 1941 года Серго-Ивановское, как и вся Смоленщина, было оккупировано. Нина Гайдукова, которой в то время было всего 11 лет, вспоминала:«Нашей семье (отец мой — железнодорожник) была предоставлена возможность эвакуироваться на дрезине в сторону Гжатска, но, когда доехали до станции Василисино, нам сообщили, что дальше дороги нет: железнодорожные пути взорваны. Возвращаться назад пришлось пешком, поскольку пути бомбили беспощадно. Когда в поселок вошли немцы, они выгоняли жителей из домов, а если и оставляли жить, то на кухне. Людей заставляли ухаживать за лошадьми, топить бани, чистить обувь. Моего отца несколько раз выводили на расстрел, называя русским комиссаром за его длинные волосы и усы. А в каждом стриженом мужчине фашисты видели солдата и партизана».
Станция Серго-Ивановская была удобным местом для расположения немецких войск. Отсюда до Царево-Займище шла узкоколейка, по которой перевозили военные грузы. Здесь же были расположены склады боеприпасов, конюшня и лагерь для военнопленных. По скоплениям немецких войск советская авиация наносила воздушные удары. Летчик дальнебомбардировочной авиации, Герой Советского Союза Василий Гречишкин вспоминал: «18 января 1942 года я нанес бомбовый удар по станции Серго-Ивановская. <…> Было уничтожено шесть вагонов, паровоз, до двух десятков автомашин с живой силой и разбиты входные и выходные стрелки. Станция на несколько часов была выведена из строя». Отметилась Серго-Ивановская и на карте партизанской славы: сюда заходил отряд партизан имени Дзержинского, которым командовал лейтенант Михаил Федорович Лопатин. Партизаны подрывали железнодорожные пути, задерживая тем самым продвижение немецких войск к Москве. В 1942 году на Серго-Ивановской Лопатин попал в плен, но ему удалось бежать. Много невзгод пережили люди за те полтора года, что Серго-Ивановская была в оккупации: жили в банях, конюшнях, землянках. Мальчиков и стариков забирали в лагерь для военнопленных. Люди умирали от холода, молодежь угоняли на работы в Германию. Серго-Ивановская была освобождена войсками Западного и Калининского фронтов на два дня позже Гжатска — 8 марта 1943 года. А уже на следующий день жительница станции Екатерина Морозова перевязывала раненых бойцов в здании ветлечебницы, располагавшейся на месте нынешней сельской администрации.

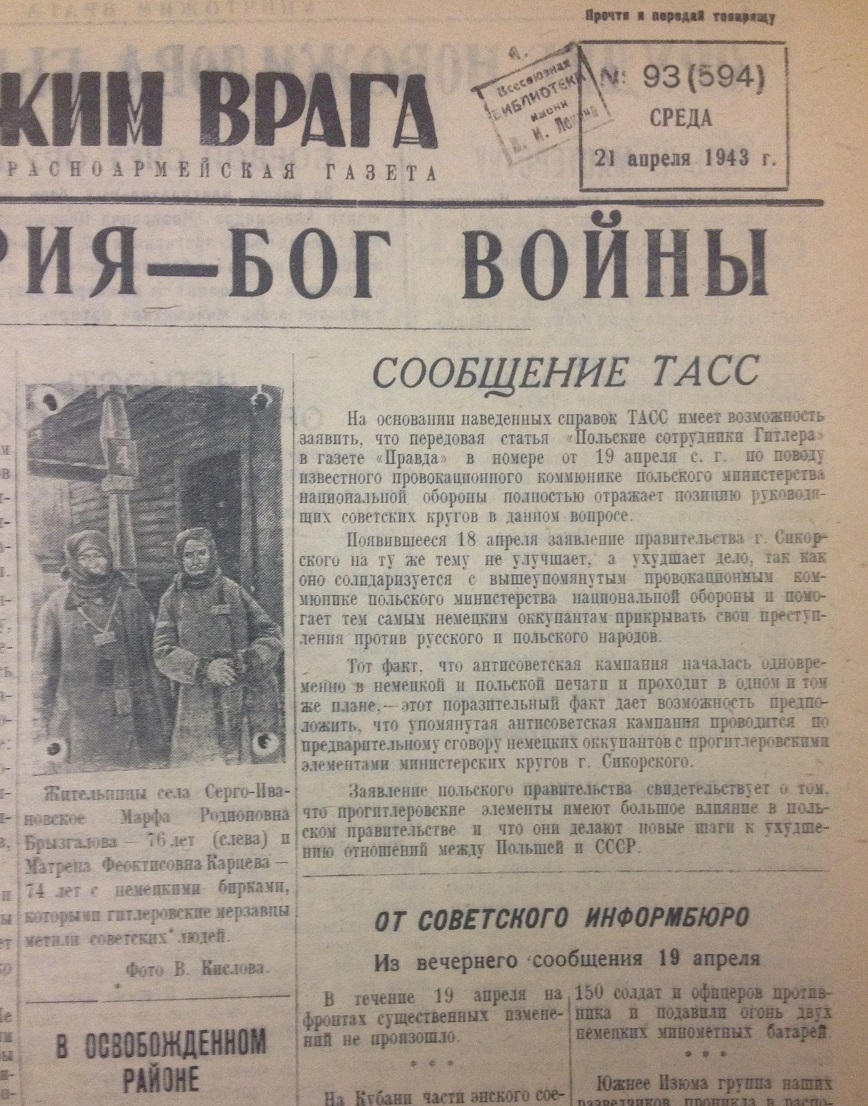
Жительницы села Серго-Ивановское Марфа Родионовна Брызгалова - 76 лет (слева) и Матрёна Феоктистовна Карцева - 74 лет
21.04.1943г

## Экономика
- ООО Серго-Ивановский Кирпичный Завод

До начала 1990-х годов Серго-Ивановское было одним из самых процветающих посёлков Смоленской области благодаря кирпичному заводу, а также благодаря колхозу им.Горького, совхозу Мамоново.
Благодаря усилиям Павлова Александра Сергеевича 18 октября 2004 года в с. Серго-Ивановское было закончено строительство газопровода и пущен газ потребителю.

## Культура
- Серго-ивановская сельская библиотека
- Библиотека При МБОУ «Серго-Ивановская основная школа»
- Сельский Клуб
- Усадьба Повалишиных

## Отделение связи
- Отделение почтовой связи

## Учебные заведения
- МБОУ «Серго-Ивановская основная школа»
- Группа детей дошкольного возраста при МБОУ «Серго-Ивановская основная школа»

## Достопримечательности

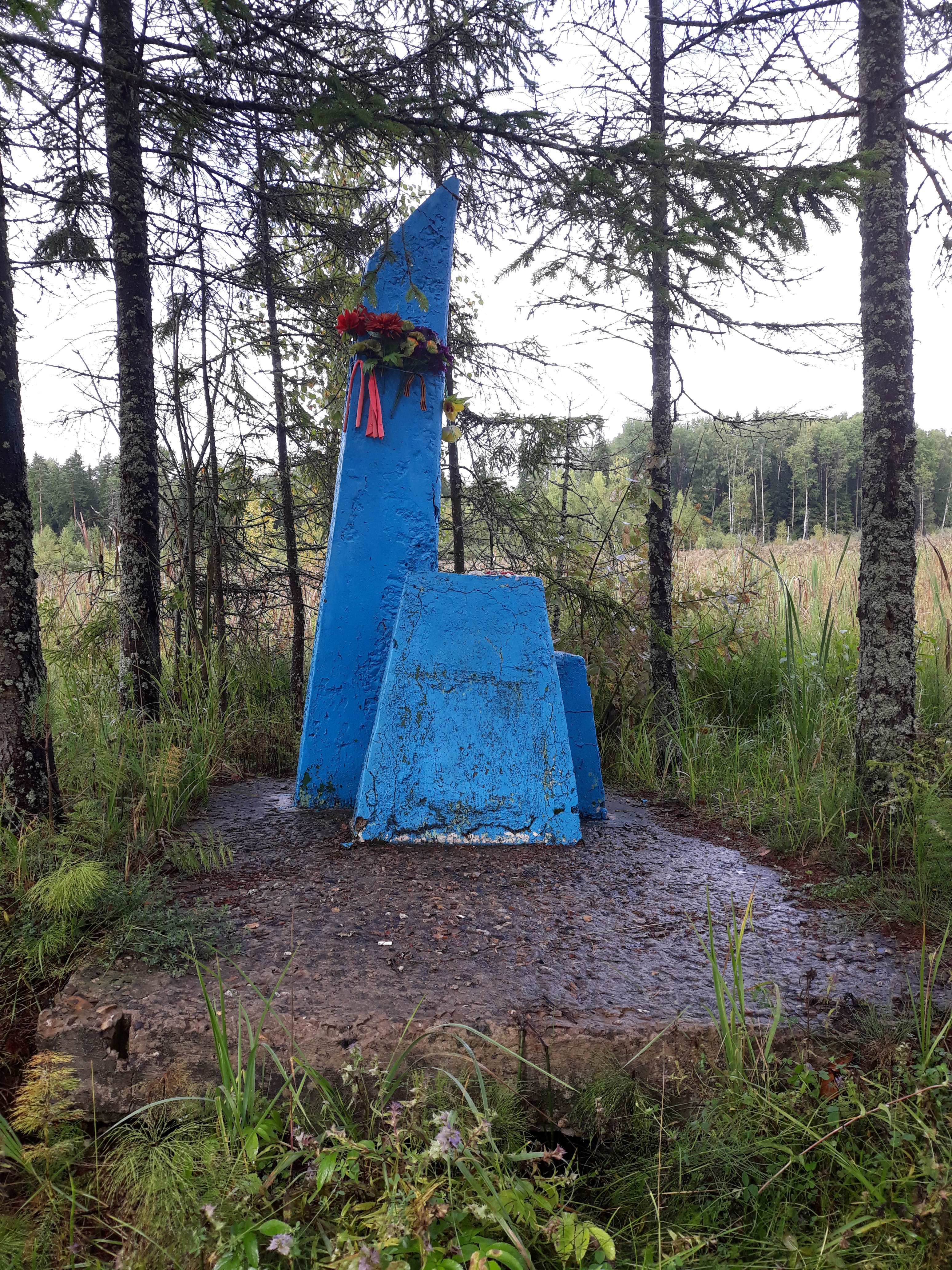
Мемориал в селе Серго-Ивановском
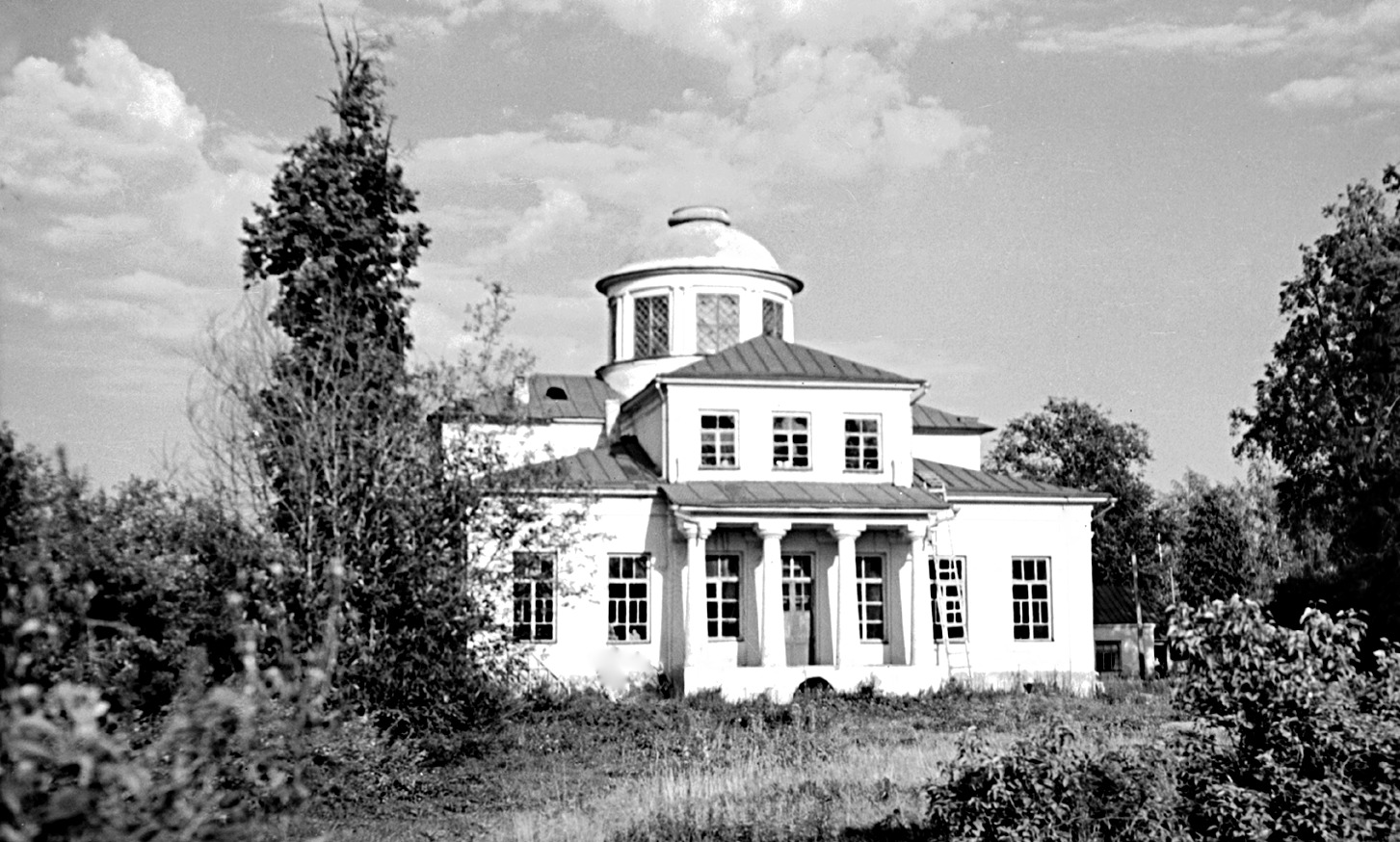
Усадьба "Васильевское"
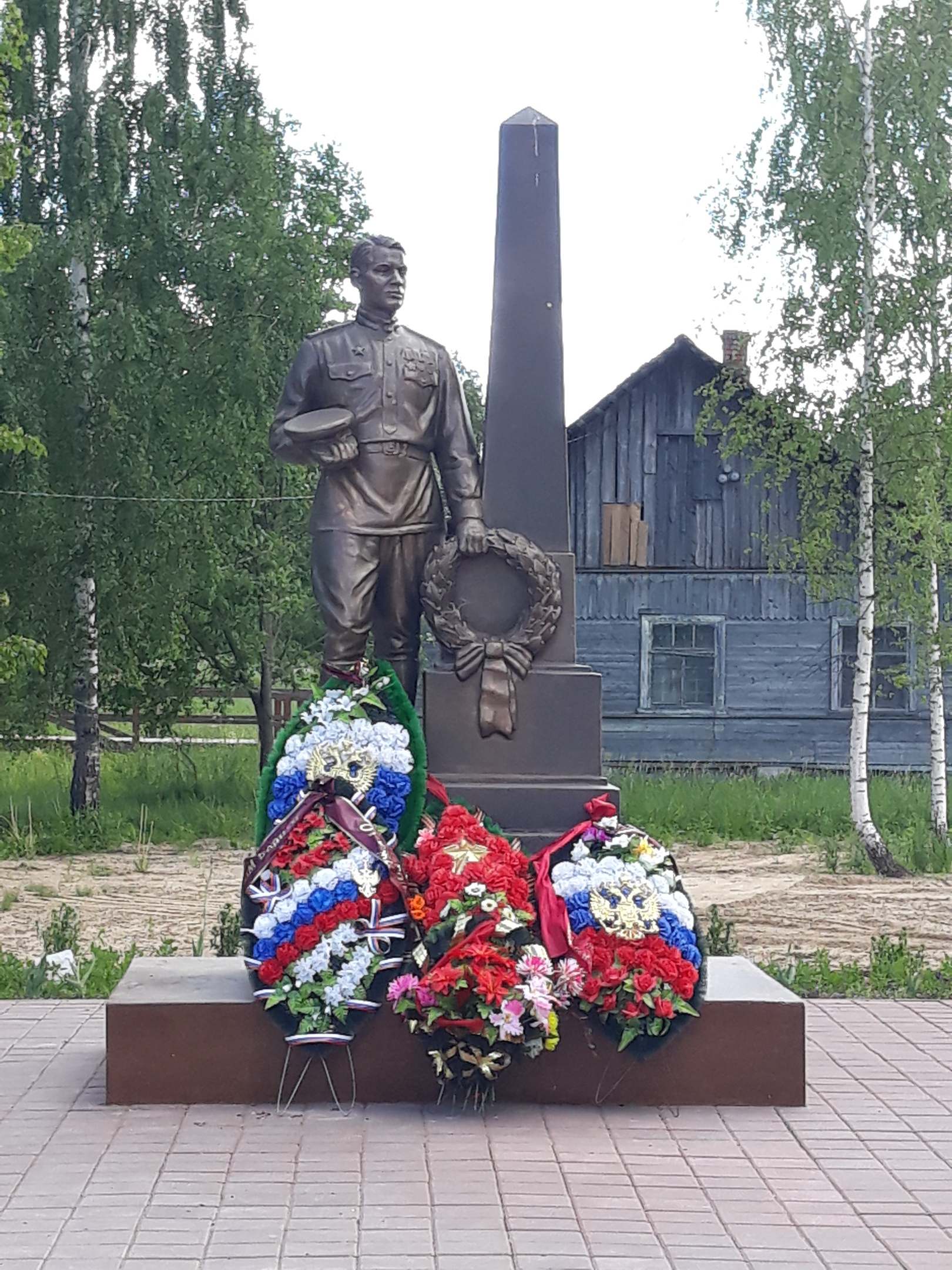
Памятник "Войну освободителю" в с.Серго-Ивановское, открытый 03.10.2017 г.